# Charleston (Illinois)
Charleston és una població dels Estats Units a l'estat d'Illinois. Segons el cens del 2000 tenia 21.039 habitants.

## Demografia
Segons el cens del 2000, Charleston tenia 21.039 habitants, 7.672 habitatges, i 3.329 famílies. La densitat de població era de 1.016,7 habitants/km².
Dels 7.672 habitatges en un 20,2% hi vivien nens de menys de 18 anys, en un 33,9% hi vivien parelles casades, en un 7,3% dones solteres, i en un 56,6% no eren unitats familiars. En el 34,6% dels habitatges hi vivien persones soles el 9,5% de les quals corresponia a persones de 65 anys o més que vivien soles. El nombre mitjà de persones vivint en cada habitatge era de 2,22 i el nombre mitjà de persones que vivien en cada família era de 2,88.
Per edats la població es repartia de la següent manera: un 13,8% tenia menys de 18 anys, un 44,1% entre 18 i 24, un 18,7% entre 25 i 44, un 13,7% de 45 a 60 i un 9,7% 65 anys o més.
L'edat mediana era de 23 anys. Per cada 100 dones de 18 o més anys hi havia 84,5 homes.
La renda mediana per habitatge era de 24.140 $ i la renda mediana per família de 44.312 $. Els homes tenien una renda mediana de 30.906 $ mentre que les dones 21.822 $. La renda per capita de la població era de 14.522 $. Aproximadament el 10,3% de les famílies i el 30,1% de la població estaven per davall del llindar de pobresa.

## Poblacions més properes
El següent diagrama mostra les poblacions més properes.